# Нелидов, Анатолий Павлович
Анатолий Павлович Нелидов (3 мая 1879; Нижний Новгород — 6 октября 1949; Ленинград) — советский актёр театра и кино. Заслуженный артист РСФСР (1940).

## Биография
Родился 3 мая 1879 года в Нижнем Новгороде, в дворянской семье преподавателей. 
Учиться начал в Нижегородской гимназии, которую окончил в 1898 году. В 1900 году уезжает в Москву, имея за спиной любительский театральный опыт. Позже Нелидов обучается в Музыкально-драматическом училище Московского филармонического общества, в котором завершает обучение в 1903 году. Много играл в различных театрах Москвы и Ленинграда (ныне – Санкт-Петербург). С 1918 года по 1949 год снимался в советских фильмах, у Нелидова имеется двадцать семь ролей.
Ушёл из жизни 6 октября 1949 года в Ленинграде. Артисту было 70 лет.

## Творчество

### Фильмография
- 1918 — Девьи горы — эпизод
- 1918 — Царевич Алексей — эпизод
- 1919 — Дети – цветы жизни — Кулешов
- 1919 — Новое платье короля — король
- 1919 — Сон Тараса — фельдфебель
- 1919 — Чем ты был? — староста
- 1920 — Конец рода Коростомысловых — эпизод
- 1924 — Враги — полковник Левченко
- 1924 — Из искры пламя — Жилин
- 1924 — Морозко — эпизод
- 1924 — Папиросница от Моссельпрома — рыбак
- 1925 — Тяжёлые годы — Кожухин
- 1926 — Карьера Спирьки Шпандыря — Вейс
- 1926 — Катерина Измайлова — Зиновий Измайлов
- 1927 — На дальнем берегу — Иоганн Гуттер
- 1927 — На рельсах — Окунев
- 1927 — Поэт и царь — Крылов
- 1927 — Северная любовь — лавочник
- 1928 — Ася — помещик Шаликов
- 1928 — Знойный принц — слесарь
- 1928 — Третья жена муллы — эпизод
- 1931 — Чёрная кожа — Генри Форд
- 1938 — Одиннадцатое июля — генерал
- 1941 — Антон Иванович сердится — Андрей Аполлонович
- 1947 — Рядовой Александр Матросов — Николай Гаврилович
- 1947 — Солистка балета — Николай Васильевич
- 1949 — Академик Иван Павлов — Боткин

## Звания и награды
- Заслуженный артист РСФСР (1 июня 1940)
- Орден «Знак Почёта» (1939)
- Медаль «За оборону Ленинграда» (1943)
- Медаль «За доблестный труд в Великой Отечественной войне 1941–1945 гг.» (1946)